# Ever Given
Die Ever Given ist ein Containerschiff vom Evergreen-20.000-TEU-Typ. Die Containerschiffe dieses Typs zählen zu den größten der Welt. Eigentümer ist die japanische Leasingfirma Shoei Kisen Kaisha, ein Tochterunternehmen der größten japanischen Werft Imabari Shipbuilding. Das in Panama registrierte Schiff wird von der taiwanischen Reederei Evergreen Marine betrieben und von Bernhard Schulte Shipmanagement (BSM) bereedert, einer Tochtergesellschaft der Schulte Group in Hamburg.
Weltweite Bekanntheit erlangte das Schiff, als es am 23. März 2021 im Suezkanal bei starkem Wind an einer Uferböschung des Kanals auf Grund lief, sich schräg stellte und dadurch die Schifffahrtsrinne des Kanals sechs Tage lang blockierte. Hunderte Schiffe stauten sich in beiden Fahrtrichtungen.

## Havarien

### 2019 bei Blankenese

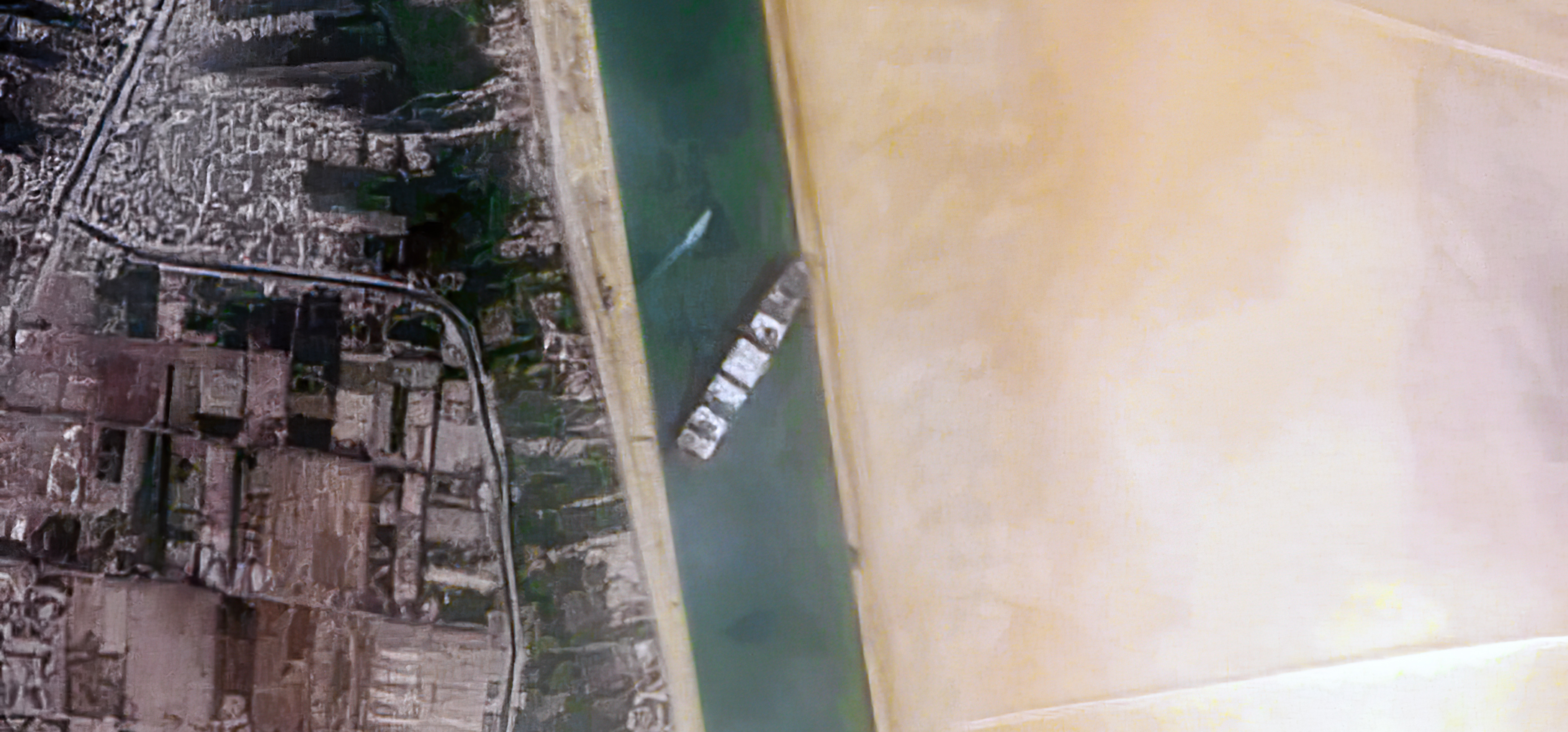
Das Schiff blockiert den Suezkanal, März 2021

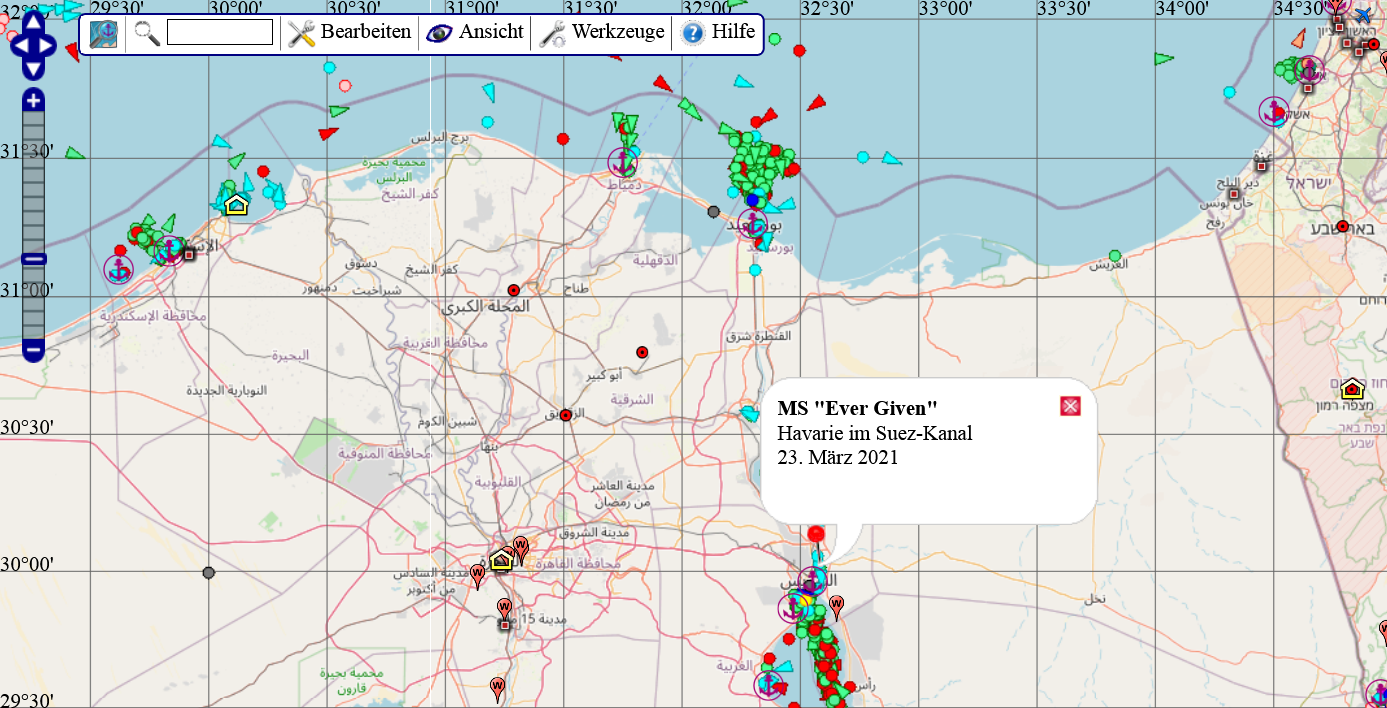
Position der Havarie auf OpenSeaMap

Am 9. Februar 2019 streifte die Ever Given nahe dem Hamburger Hafen die am Schiffsanleger Blankenese festgemachte 25 Meter lange Fähre Finkenwerder der HADAG und beschädigte sie schwer. Zwei Minuten nach der Kollision wurde wegen starker Winde ein Fahrverbot auf der Elbe verhängt. (Koordinate:⊙)

### 2021 im Suezkanal

#### Unfallhergang
Am 23. März 2021 war die Ever Given auf dem Weg von Yangshan nach Rotterdam im Suezkanal zwischen der Kanaleinfahrt bei Sues und den Bitterseen an fünfter Stelle in einem Konvoi aus 20 Schiffen in Richtung Norden unterwegs. Nach Angaben von Bernhard Schulte Shipmanagement befanden sich zwei Lotsen an Bord.
Um 07:40 Uhr Ortszeit drehte sich die Ever Given stark zur Seite und strandete mit dem Bug auf dem östlichen Kanalufer; das Heck schwenkte in das westliche Kanalufer. (Koordinate:⊙) Da dies in einem Kanalabschnitt mit nur einer Fahrrinne geschah, wurde der Verkehr in beide Richtungen blockiert.

#### Freilegung und Weiterfahrt
Die Kanalbehörde versuchte umgehend, das Schiff mithilfe von Schleppern wieder freizulegen. Diese Versuche blieben zunächst erfolglos. Ab dem 25. März 2021 arbeitete zudem der Schneidkopfsaugbagger Mashhour der Suez Canal Authority (SCA) daran, das Containerschiff wieder frei zu bekommen. Mit der Bergung wurden auch die Unternehmen Nippon Salvage Co. aus Japan und Smit Internationale aus den Niederlanden beauftragt.
Erst sechs Tage nach dem Unglück, am 29. März 2021 gegen 15 Uhr Ortszeit, konnte die Ever Given bei Springhochwasser mit Hilfe von Baggern und Schleppern wieder freigelegt und fahrtauglich gemacht werden. Das Schiff wurde mit Schlepperhilfe zur Inspektion in den Großen Bittersee gebracht.
Nachdem der Kanal auf eventuelle Schäden überprüft worden war, wurde die Schifffahrt ab 19 Uhr Ortszeit wieder aufgenommen.

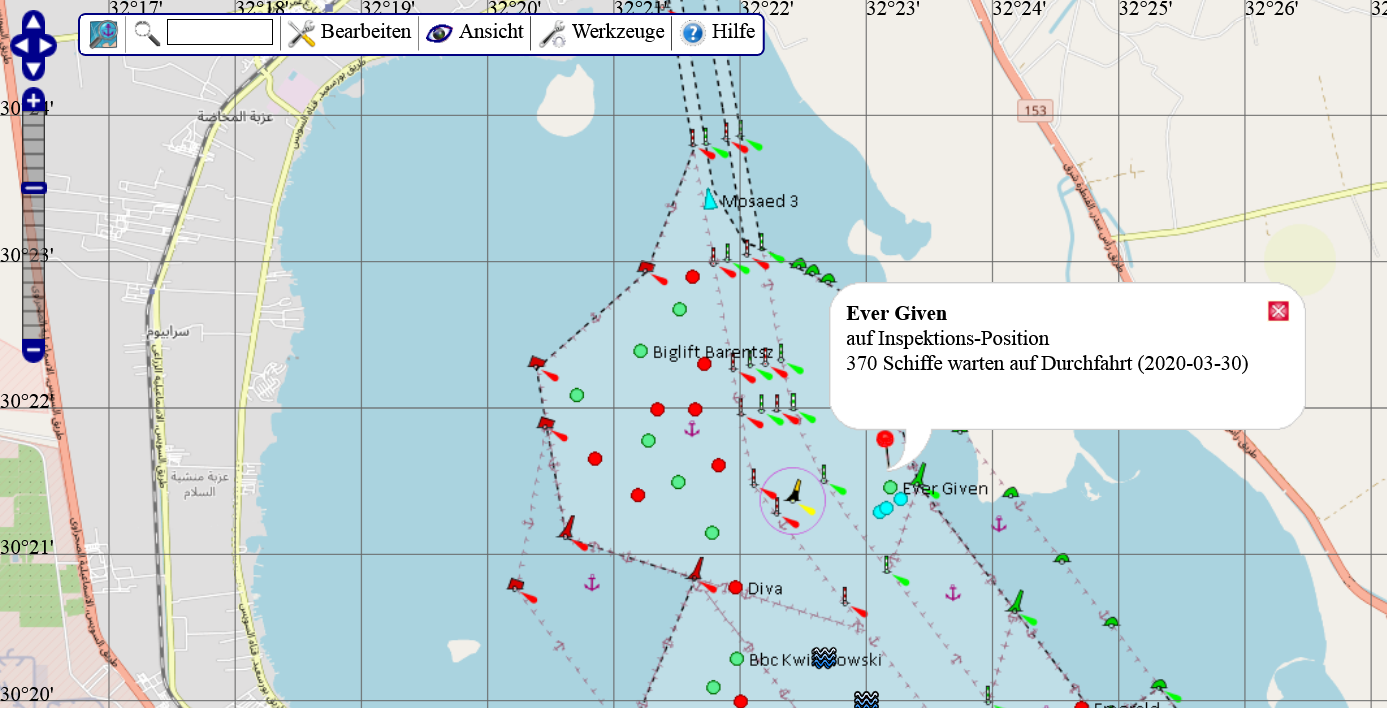
Position der Ever Given zur Inspektion im Großen Bittersee auf OpenSeaMap

Die Ever Given wurde im Großen Bittersee auf Schäden und technische Defekte untersucht. Die Untersuchungen waren am 14. April 2021 beendet.
Das Schiff wurde jedoch zur Durchsetzung von Schadensersatzforderungen (siehe Abschnitt Kompensationszahlungen) von der Kanalbehörde im Großen Bittersee festgehalten und konnte erst am 7. Juli seine Fahrt fortsetzen. Es erreichte am 29. Juli mit etwa vier Monaten Verspätung Rotterdam.

#### Unfallursache
Die Kanalbehörde und der Schiffsbetreiber bzw. sein Versicherer trugen bezüglich der Unfallursache unterschiedliche Ansichten vor. Die Kanalbehörde wirft dem Schiffsbetreiber Navigationsfehler, eine nicht angepasste Ruderanlage und eine deutlich zu hohe Geschwindigkeit von bis zu 13 Knoten (24 km/h) statt der maximal erlaubten 8,64 Knoten (16 km/h) vor. Evergreen Marine nannte unerwartet starke Winde als Grund des Auflaufens. Daher hätte die Kanalbehörde wegen Schlechtwetters die Einfahrt für das Schiff nicht freigeben dürfen. Sie habe zudem die Fahrgeschwindigkeit vorgegeben und keine Schlepper bereitgestellt.
Im Juli 2023 veröffentlichte die Panama Maritime Authority ihren Untersuchungsbericht zu dem Zwischenfall. Sie sieht die Hauptursache in Fehlern der durch die Kanalbehörde gestellten Lotsen, aber auch eine Mitverantwortung des Kapitäns. Im Detail führt sie folgende Ursachen an:
- Lotsen und Kapitän hätten die Wetterverhältnisse unterschätzt. Angesichts des angekündigten Sandsturms hätten sie die Durchfahrt des Schiffs verschieben und durch Unterstützung von Schleppern absichern müssen.
- Die Lotsen gaben eine zu hohe Geschwindigkeit vor. Das Schiff fuhr mit bis zu 13 Knoten (ca. 24 km/h) anstatt der maximal erlaubten 8,64 Knoten (16 km/h).
- Als das Schiff sich infolge der bis zu 14 m/s starken Windböen auf das Kanalufer zubewegte, reagierten die Lotsen mit wechselnden Hartruderlagenkommandos („Hart Steuerbord“ und „Hart Backbord“), anstelle gemäßigte Richtungswechsel anzuordnen. In Verbindung mit der hohen Geschwindigkeit ergab sich dadurch ein Schlingerkurs.
- Durch zusätzliche Squat- und Bank-Effekte kam es in der Folge dazu, dass das Schiff mit 13 Knoten Geschwindigkeit mit dem Bug auf das Ufer stieß, sich um den Bug drehte und den Kanal versperrte.
- Die beiden Lotsen an Bord agierten bei der Steuerung des Schiffs weitgehend eigenständig und ohne Unterstützung durch den Kapitän anzufordern, der das Schiff besser gekannt habe. Dabei debattierten die Lotsen untereinander in arabischer Sprache. Die Crew und der Kapitän hatten daher kaum Möglichkeiten, der Diskussion zu folgen, die Probleme zu verstehen und sich an ihr entsprechend zu beteiligen bzw. notwendige Gegenmaßnahmen zu ergreifen.
- Der Kapitän habe jedoch die Kommandoverantwortung und hat es unterlassen, in dieser Situation einzugreifen.

#### Folgen für die Schifffahrt
Durch die sechstägige Blockade wurde die Kanaldurchfahrt für andere Schiffe unmöglich. Vor beiden Kanaleinfahrten stauten sich die Schiffe; zum Tag der Freilegung betrug ihre Anzahl 370. Einige Schiffe steuerten den Kanal gar nicht mehr an, sondern wählten den wesentlich weiteren Weg um Afrika herum.
Am 3. April teilte die Kanalbehörde mit, der Rückstau zahlreicher Schiffe sei aufgelöst. Die letzten 61 von insgesamt 422 im Stau wartenden Schiffen hätten den Suezkanal passiert.
Die Blockade führte Schätzungen zufolge zu einem täglichen Transportausfall von Ladungsgütern im Wert von über neun Milliarden US-Dollar.

#### Kompensationszahlungen
Die Kanalbehörde kündigte nach der Beendigung der Sperrung des Kanals eine Schadenersatzforderung für die Kosten der Befreiung des Schiffs und die Einnahmeausfälle an. Zur Sicherung der sich schließlich auf rund 900 Millionen US-Dollar belaufenden Forderung wurde das Schiff beschlagnahmt und einschließlich Ladung und Besatzung im Großen Bittersee festgehalten. Später wurde diese Forderung auf 550 Mio. US-Dollar reduziert. Die vertragliche Verantwortung für Schäden aus Unfällen im Suezkanal liegt nach Medienangaben beim Kapitän des betreffenden Schiffs.
Ende April 2021 meldete die Reederei mit der Havarie grosse eine Schadensumverteilung an und beauftragte eine Londoner Großkanzlei mit der Beitreibung der Sicherheitsleistung bei ihren Kunden. Sie ging zudem gegen die Beschlagnahmung des Schiffes vor einem ägyptischen Gericht in Berufung. Ein Gericht in Ismailia wies die Berufungsklage des Schiffsbetreibers gegen die Beschlagnahme am 23. Mai wegen Unzuständigkeit zurück und verwies an das Handelsgericht in derselben Stadt.
Am 20. Juni gab die Behörde SCA bekannt, dass der japanische Schiffseigner ein Entschädigungsangebot über 150 Mio. US-Dollar gemacht hat. Am 23. Juni verkündete der Versicherer UK P&I, dass man eine grundsätzliche Einigung über die Schadensersatzzahlung erreicht habe. Die Höhe der vereinbarten Entschädigung wurde nicht genannt. Die entsprechenden Verträge wurden am 7. Juli unterzeichnet und das Schiff konnte seine Fahrt fortsetzen.